# SMI MID
| SMI MID        | SMI MID                     |
| Stammdaten     | Stammdaten                  |
| -------------- | --------------------------- |
| Staat          | Schweiz                     |
| Börse          | SIX Swiss Exchange          |
| ISIN           | CH0019399838                |
| WKN            | A0G82W                      |
| Symbol         | SMIM                        |
| RIC            | .SMIM                       |
| Bloomberg-Code | SMIM                        |
| Kategorie      | Aktienindex                 |
| Typ            | Kursindex, Performanceindex |
| Familie        | Swiss Market Indices        |

Der SMI MID (SMIM) ist ein Aktienindex der 30 mittelgroße, an der SIX Swiss Exchange notierte Werte enthält, die bezüglich der Marktkapitalisierung den Werten aus dem Swiss Market Index folgen. Es handelt sich um einen kapitalisierungsgewichteten Index, der sowohl als Performance- als auch als Kursindex veröffentlicht wird, jedoch wird unter SMIM oft der Kursindex verstanden. Die Indexbasis liegt per 31. Dezember 1999 bei 1'000,00 Punkten für den Performanceindex sowie 100,00 Punkten für den Kursindex. Zur besseren Vergleichbarkeit wurde die Indexbasis für den Kursindex am 2. August 2005 auf 1'000,00 Punkte korrigiert. Die Einführung des SMI MID erfolgte am 15. November 2004.

## Entwicklung

### Höchst- und Tiefstand
Die Übersicht zeigt die Allzeithöchst- und Tiefstände des SMIM auf Schlusskursbasis.
|             | Punkte   | Datum                       |
| ----------- | -------- | --------------------------- |
| Höchststand | 3'556,32 | Dienstag, 7. September 2021 |
| Tiefststand | 804,83   | Montag, 9. März 2009        |

### Jährliche Entwicklung
Die Tabelle zeigt die jährliche Entwicklung des SMI Mid Price Return Index (Symbol SMIM) seit der Einführung im Jahr 2004.
| Jahr | Schlussstand in Punkten | Veränderung in Punkten | Veränderung in % |
| ---- | ----------------------- | ---------------------- | ---------------- |
| 2004 | 86,10                   | −13,90                 | −14,00           |
| 2005 | 1'132,80                | –                      | –                |
| 2006 | 1'665,94                | 533,14                 | 47,06            |
| 2007 | 1'671,61                | 5,67                   | 0,34             |
| 2008 | 970,08                  | −701,53                | −41,97           |
| 2009 | 1'242,18                | 272,10                 | 28,05            |
| 2010 | 1'426,43                | 184,25                 | 14,83            |
| 2011 | 1'118,49                | −307,94                | −21,59           |
| 2012 | 1'243,81                | 125,32                 | 11,20            |
| 2013 | 1'593,89                | 350,08                 | 28,15            |
| 2014 | 1'751,09                | 157,20                 | 9,86             |
| 2015 | 1'905,52                | 154,43                 | 8,82             |
| 2016 | 1'991,30                | 85,78                  | 4,50             |
| 2017 | 2'592,29                | 600,99                 | 30,18            |
| 2018 | 2'102,35                | -489,94                | -18,90           |
| 2019 | 2'769,09                | 666,74                 | 31,71            |
| 2020 | 2'859,95                | 90,86                  | 3,28             |
| 2021 | 3'438,41                | 578,46                 | 20,23            |
| 2022 | 2'476,72                | -961,69                | -27,97           |
| 2023 | 2'565,11                | 88,39                  | 3,57             |

## Zusammensetzung
Der SMI MID setzt sich aus folgenden Unternehmen zusammen (Stand: 23. September 2024):
| Rang | Name                                     | Branche                  | Logo | Indexgewichtung in % |
| ---- | ---------------------------------------- | ------------------------ | ---- | -------------------- |
| 1    | Straumann                                | Pharmazie                |      | 8,02                 |
| 2    | Sandoz                                   | Pharmazie                |      | 6,10                 |
| 3    | VAT Group                                | Vakuumtechnik            |      | 5,93                 |
| 4    | SGS                                      | Dienstleistungen         |      | 5.75                 |
| 5    | Lindt & Sprüngli (Namensaktie)           | Nahrungsmittel           |      | 5,72                 |
| 6    | Lindt & Sprüngli (Partizipationsschein)  | Nahrungsmittel           |      | 5,34                 |
| 7    | Julius Bär                               | Banken                   |      | 5,08                 |
| 8    | Schindler Holding (Partizipationsschein) | Aufzüge                  |      | 4,48                 |
| 9    | Roche Holding                            | Pharmazie                |      | 4,00                 |
| 10   | Adecco                                   | Personaldienstleistungen |      | 3,63                 |
| 11   | Swiss Prime Site                         | Immobilien               |      | 3,60                 |
| 12   | SIG Group                                | Verpackungen             |      | 3,52                 |
| 13   | Swatch Group                             | Uhren                    |      | 3,46                 |
| 14   | Baloise                                  | Versicherungen           |      | 3,16                 |
| 15   | PSP Swiss Property                       | Immobilien               |      | 2,82                 |
| 16   | Temenos                                  | Softwareentwicklung      |      | 2,68                 |
| 17   | Barry Callebaut                          | Nahrungsmittel           |      | 2,64                 |
| 18   | Georg Fischer                            | Technologie              |      | 2,62                 |
| 19   | Ems-Chemie                               | Chemie                   |      | 2,42                 |
| 20   | Belimo Holding                           | Haustechnik              |      | 2,40                 |
| 21   | Tecan Group                              | Labortechnik             |      | 2,30                 |
| 22   | Schindler Holding (Namensaktie)          | Aufzüge                  |      | 2,20                 |
| 23   | Helvetia                                 | Versicherungen           |      | 2,12                 |
| 24   | Galenica                                 | Pharma                   |      | 1,90                 |
| 25   | Avolta                                   | Detailhandel             |      | 1,88                 |
| 26   | Flughafen Zürich                         | Verkehr                  |      | 1,74                 |
| 27   | BKW Energie                              | Energieversorgung        |      | 1,55                 |
| 28   | Clariant                                 | Chemie                   |      | 1,48                 |
| 29   | Ams-Osram                                | Elektronik               |      | 1,14                 |
|      | Galderma                                 | Pharma                   |      |                      |